# Kuni Wierch
Kuni Wierch (982 m) – szczyt w Beskidzie Sądeckim, w Paśmie Radziejowej. Znajduje się w grzbiecie opadającym z Czeremchy na południe poprzez Łysiny, Kuni Wierch i Gabańkę do doliny Grajcarka. Wschodnie stoki schodzą do potoku Sielskiego. Na południowy zachód od wierzchołka leży punkt zwornikowy, od którego w kierunku również południowo-zachodnim odgałęzia się grzbiet kulminujący w Gwoździance.
Kuni Wierch porośnięty jest lasem. Biegnie przez niego granica między miastem Szczawnica (stoki zachodnie) i wsią Szlachtowa (stoki wschodnie) w województwie małopolskim, w powiecie nowotarskim, w gminie miejsko-wiejskiej Szczawnica. Przez Kuni Wierch prowadzi także zielony szlak turystyczny ze Szczawnicy na Prehybę. Jest on o 15 minut dłuższy od szlaku niebieskiego, ale ciekawszy, bo w dolnej części bardziej widokowy, a w górnej wiedzie starodrzewem przez ostre granie i trawersuje bardzo strome zbocza. Pomiędzy Kunim Wierchem a Łysinami przecina drogę leśną, którą można zejść do doliny potoku Sielskiego.

## Szlak turystyczny
pieszy: Szczawnica – Gabańka – Kuni Wierch – Łysiny – Czeremcha – Prehyba (trawers od zachodu). Czas przejścia: 3:15 h, ↓ 2:15 h.